# Avventura a Capri
Avventura a Capri è un film del 1958 diretto da Giuseppe Lipartiti.

## Trama
Una giovane francese, Yvonne, dopo aver vinto un concorso, si reca a Capri per una breve vacanza. Lì incontra il barone Vannutelli, un uomo all'antica e Mario uno studente romano venuto a passare la domenica a Capri, insieme a due amici, Renato e Giulio.